# Issa Badarou-Soulé
Issa Badarou-Soulé, né en 1954 à Porto-Novo au Bénin, ancien ministre dans le gouvernement du président Boni Yayi, est un homme politique béninois.

## Biographie
Issa Badarou-Soulé né en 1954 a Porto-Novo.

## Carrière et vie politique
Issa Badarou Soulé fait une grande partie de sa carrière au Port autonome de Cotonou en tant que directeur général vers les années 1990, il est nommé ministère de l’Économie maritime, des Transports maritimes et des Infrastructures portuaires en 2008 par Boni Yayi,. En 2016, il brigue la magistrature suprême à laquelle Patrice Talon est élu. Il est aussi le promoteur de Radio Wèkè à Porto-Novo.